# Геліофільність
Геліофільність (від грец. helios — сонце і phileo — любити) — ставлення організмів до світла. 
Розрізняють рослини світлолюбні (геліофіти), тіньовитривалі (умбропатієнти), тіньолюбні (сціофіти), не потребують світла, напр, гриби і бактерії (агеліофіти). Морські водорості мають дуже широкий діапазон освітлення: флюктофіти — водорості  літоралі, що мешкають в умовах припливно-відпливної ритміки освітлення, плезіфіти — водорості  субліторалі, що знаходяться в зоні поглинання червоних променів спектру (до глибини 10 м), діафіти — водорості, що мешкають в зоні поглинання помаранчевих променів спектру (до 100 м) і батофіти — найдрібніші кокколітофоридні водорості, мають червоний фотосинтезуючий пігмент і мешкають в зоні поглинання зелених і блакитних променів спектру (до 500 м).
Тварини теж мають більшу або меншу геліофільність. Більшість з них належить до геліофілів; є і сціофіли, і мешканці позбавлених світла  печер агеліофіли (наприклад, печерна саламандра), а також  афотичної, теж позбавленої світла зони океану (наприклад, сифонофори Physalia).